# Grafenwöhr
Grafenwöhr je německé město ve vládním obvodě Horní Falc v zemském okrese Neustadt an der Waldnaab v Bavorsku.

## Geografie
Grafenwöhr se nachází v severozápadní části Horní Falce a přesněji v oblasti Oberpfalzischen Hügelland.

### Součásti města
Město Grafenwöhr je rozděleno do 11 městských částí: 
- Bruckendorfgmünd
- Dorfgmünd
- Gößenreuth
- Grafenwöhr
- Grub
- Hammergmünd
- Hütten
- Josephsthal
- Kollermühle
- Moos
- Rosenhof

### Vojenský výcvikový prostor
Většina vojenského výcvikového prostoru je nyní součástí městského katastru. Vojenský výcvikový areál Grafenwöhr, s rozlohou 8 749,97 ha, zahrnoval dříve obce Haag, Höhenberg, Hopfenohe, Kaundorf, Leuzenhof, Nunkas, Oberfrankenohe a Pappenberg, které byly vysídleny v letech 1938/39. 1. července 1978 byl výcvikový prostor zcela začleněn do městské oblasti.

### Sousední obce
| Růžice kompasu | Kirchenthumbach           | Eschenbach in der Oberpfalz | Pressath      | Růžice kompasu |
| Růžice kompasu | Auerbach in der Oberpfalz | Sever                       | Schwarzenbach | Růžice kompasu |
| Růžice kompasu | Auerbach in der Oberpfalz | Grafenwöhr                  | Schwarzenbach | Růžice kompasu |
| Růžice kompasu | Auerbach in der Oberpfalz | Jih                         | Schwarzenbach | Růžice kompasu |
| Růžice kompasu | Königstein                | Vilseck                     | Mantel        | Růžice kompasu |

## Historie
Město bylo založeno v roce 1361. Do roku 1421 byl Grafenwöhr pod vládou zemských hrabat z Leuchtenbergu, do roku 1621/28 byl součástí Falce, poté částí Bavorského kurfiřtství. Od roku 1732 je 20. ledna slaven sv. Sebastiana, který je  morovým patronem města. Do roku 1900 mělo město pouze 900 obyvatel.
Ve 20. století došlo pod vlivem blízkého vojenského výcvikového prostoru (založeného v roce 1908) k hospodářskému rozmachu. V letech 1914 až 1918 fungoval na místě vojenského výcvikového prostoru tábor válečných zajatců Grafenwöhr. Nově založená italská divize „San Marco“ byla v roce 1944 také trénována v Grafenwöhru. 18. července 1944 ji navštívil Benito Mussolini. Kromě toho byla v Grafenwöhru umístěna škola běloruských důstojníků, která byla pod velením Baryse Rahulji. 
Grafenwöhr a cvičiště byly těžce bombardovány 5. dubna 1945 kolem 11:00. Bombardování trvalo asi 15 minut a armádní zásobovací úřad a vojenská stanice byly zcela zničeny; 74 lidí bylo zabito. 8. dubna 1945 v 11:30 bylo Grafenwöhr znovu bombardováno 203 americkými bombardéry B17. Škody byly ještě mnohem těžší. Východní tábor Grafenwöhr byl zcela zničen. Bombardování trvalo dvě hodiny, přičemž bylo shozeno 427,5 tun vysoce výbušných bomb a 178,5 tun zápalných bomb. Bylo zničeno 210 budov a více než 3000 lidí zůstalo bez domova. 19. dubna 1945 se 11. obrněná divize USA přesunula do Grafenwöhru. O den později Američané objevili tři miliony chemických dělostřeleckých střel v Grafenwöhru – největším skladišti bojových plynů Wehrmachtu. 21. dubna 1945 objevila americká 11. tanková divize ve vojenském výcvikovém prostoru celé nákladní vozy munice a dalšího vojenského vybavení
Vojenský výcvikový prostor v současné době využívají americká armáda a německé ozbrojené síly.

## Pamětihodnosti

### Muzea
- 1. Oberpfälzer Kultur- und Militärmuseum – místní a vojenské muzeum se speciálními výstavami

### Památky
- Vodárenská věž, kterou do roku 1911 postavil Wilhelm Kemmler, je dnes dominantou města Grafenwöhr
- Historické centrum města
- Pozdně gotická radnice z roku 1462
- Zehenkasten - městské sýpky z roku 1532
- Morový sloup pravděpodobně z roku 1496
- Restaurované segmenty městského opevnění
- Schönberg s přírodním divadlem
- Kostel Nanebevzetí panny Marie
- Kostel Nejsvětější Trojice
- Annaberg s kostelem Panny Marie pomocné
- Hřbitovní kostel svaté Uršuly
- Zámek Grub
- Zámek Hammergmünd-Grafenwöhr

### Události

#### Německo-americký folkový festival
Začátkem srpna se každoročně ve vojenském výcvikovém prostoru Grafenwöhr koná německo-americký folkový festival. Folkový festival je magnetem pro návštěvníky celého regionu a každou sezónu jej během tří dní konání navštíví více než 100 000 lidí. V roce 2013 byl festival zrušen americkou armádou kvůli nedostatku rozpočtu, stejně jako v roce 2020 kvůli epidemii Coronaviru.

### Partnerské město
Grafenwöhr, Rakousko (1995)